# Allan Ravn
Allan Ravn Jensen (født 4. februar 1974) er en tidligere dansk fodboldspiller og tidligere træner for Herfølge, Taastrup FC og Karlslunde IF. Senere blev han cheftræner i BK Frem.
Ravn vandt fire Superliga mesterskaber med Brøndby IF, samt 1 pokal titel og han har også spillet for Landskrona BoIS i Sverige. Ravn spillede 15 kampe og scorede et mål for det Danske U/21 hold fra 1993 til 1996. I Brøndby's første Champions League-kamp nogensinde 16. september 1998, scorede Allan Ravn sejrsmålet til 2-1 imod Bayern Munchen, to minutter inde i  kampens overtid.